# Lola Ponce
Paola Fabiana Ponce, ismertebb nevén Lola Ponce  (Capitán Bermudez, Santa Fe tartomány, 1979. június 25. –) argentin énekesnő, színésznő és modell.

## Magánélete
Öt évig élt együtt Manuel Malenotti olasz ügyvéddel. Jelenleg Aarón Díaz mexikói színésszel él együtt. 2012-ben bejelentették, hogy úton van első közös gyermekük, aki 2013 tavaszán fog megszületni. 2013. február 27–én életet adott lányának, aki az Erin nevet kapta. 2014. augusztus 16–án megszületett második kislánya, Regina.

## Diszkográfia
- 2001 - Inalcanzable
- 2002 - Notre-Dame de Paris
- 2004 - Fearless
- 2008 - Il diario di Lola
- 2010 - Lola

## Filmográfia
| Cím                                          | Év   | Szerep               | Megjegyzés                                           |
| -------------------------------------------- | ---- | -------------------- | ---------------------------------------------------- |
| Tiny Angels                                  | 1998 | Serena               | (TV Series) Chiquititas                              |
| Notre-Dame de Paris                          | 2002 | Esméralda            | (Stage) Produced by Verona Arena                     |
| Notre-Dame de Paris — Live from Verona Arena | 2002 | Esméralda            | (TV Film) Notre Dame de Paris — Live Arena di Verona |
| Without Code                                 | 2004 | Luna                 | (TV Miniseries) Sin código                           |
| Never Say Big Brother                        | 2009 | Herself / Co-Host    | (Comedy Show) Mai Dire Grande Fratello Show          |
| Powder                                       | 2009 | Marcela              | Polvere                                              |
| Cinderella 2000                              | 2010 | Cenicienta           | (TV Film) Cenicienta 2000                            |
| Love at First Sight                          | 2010 | Maya Rivera          | (TV Film) Colpo di fulmine                           |
| Dancing with the Stars 2010                  | 2010 | Herself / Contestant | (TV Show) Bailando por un sueño 2010                 |
| The Two Faces of Love                        | 2010 | Jessica              | (TV Series; 1 episode) Le due facce dell'amore       |
| Love & Slaps                                 | 2010 | Gladys               | La bellezza del somaro                               |
| The Betrothed — A Modern Opera               | 2010 | Monaca di Monza      | (Stage) I promessi sposi — Opera moderna             |
| El Talismán (Talizmán)                       | 2012 | Lucrecia Negrete     |                                                      |